# Riserva naturale Lama Bianca di Sant'Eufemia a Maiella
La riserva naturale Lama Bianca di Sant'Eufemia a Maiella, nota semplicemente come riserva naturale Lama Bianca, è un'area naturale protetta di 1407 ha, istituita nel 1987 e situata nel comune di Sant'Eufemia a Maiella, in provincia di Pescara.

## Descrizione

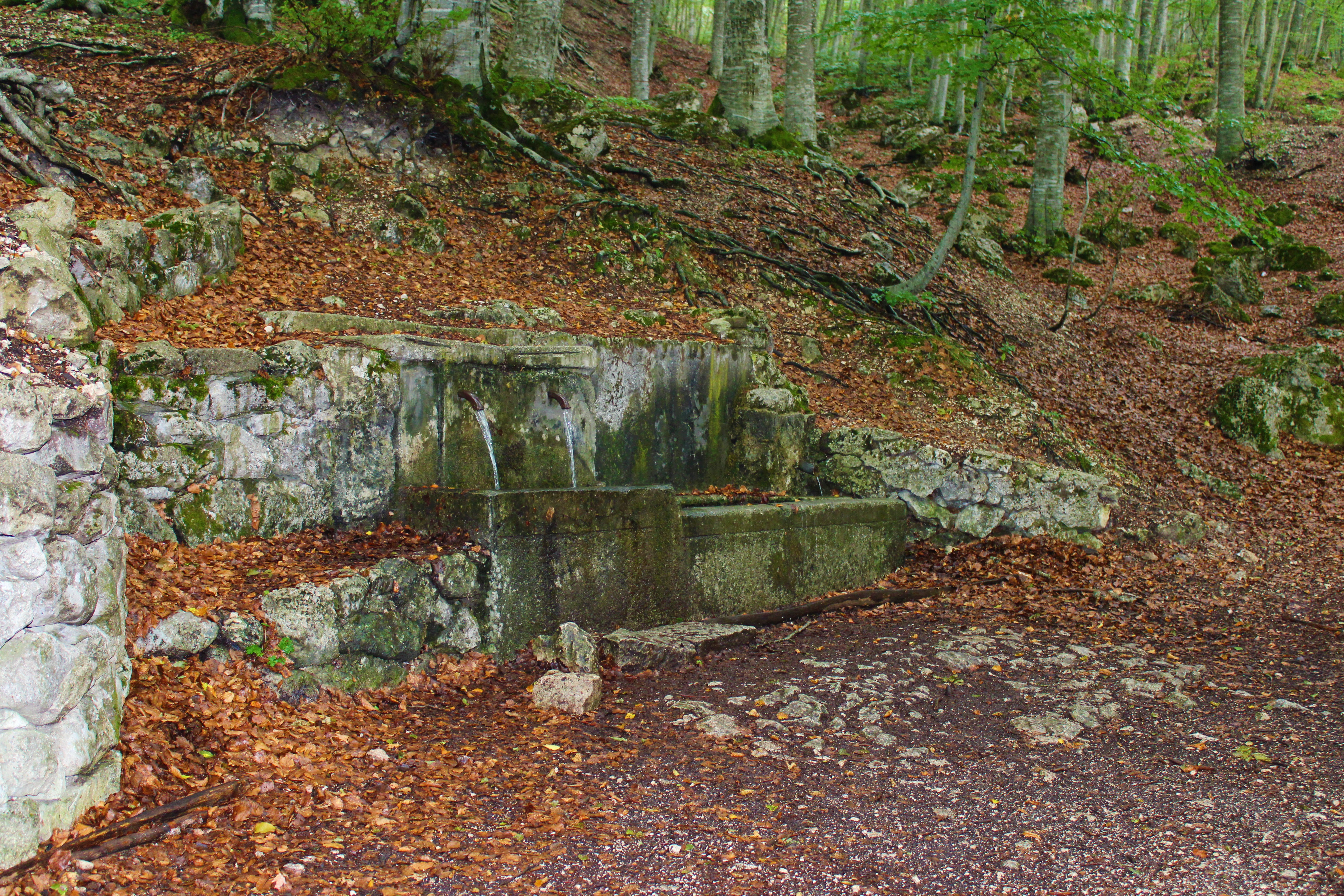
La fonte Lama Bianca, presente all'interno della riserva

Posta a sud-ovest della riserva naturale Valle dell'Orfento I e a ovest della riserva naturale Fara San Martino-Palombaro, con le quali confina, l'area protetta di Lama Bianca occupa una superficie di 1407 ha, pari a 14 km², con un dislivello che spazia da un minimo di 1000 m s.l.m. ai 2793 m s.l.m. del monte Amaro situato a sud-ovest, ricadendo all'interno del territorio del comune di Sant'Eufemia a Maiella e comprendendo a ovest una parte della Valle dell'Orta. La denominazione di Lama Bianca, propria del bosco che ricopre la parte medio-bassa della riserva, fa riferimento alle rupi rocciose d'alta quota e alla loro colorazione, tipica della pietra della Maiella. La riserva si trova per gran parte immersa nel verde di pinete e faggete, sottoposte a taglio regolamentato nei mesi invernali, al fine di ricavare carbone e legna da ardere e allo stesso tempo convertire le ceppaie del bosco ceduo in alberi a fustaia e selezionare le matricine per favorire la ricrescita della vegetazione, e comprende tratti adibiti a pascolo e, nelle zone sommitali, ampi altipiani, ma manca della presenza di valli glaciali, che caratterizzano le dorsali del massiccio della Maiella. Nelle quote più basse vi è una faggeta d'altofusto, ritenuta dalla Società botanica italiana tra le più importanti in Abruzzo. L'intero areale è attraversato da una rete di sentieri del parco nazionale della Maiella, realizzati dal Corpo forestale dello Stato rimuovendo il pietrame e rullando il tracciato di antiche vie che si internavano con una pendenza compresa tra il 5 e l'8% tra la vegetazione e aggiungendo nel sottosuolo del pietrisco ghiaioso, così da compattare il terreno e contenere il ristagno dovuto all'azione dell'acqua piovana, con percorsi che passano per le cinque fonti presenti, tra cui la fonte Lama Bianca, che trae il nome dalla riserva. La progressiva variabilità altimetrica della zona tutelata, unita alla derivante mutabilità del clima, annovera la presenza di quattro ambienti naturali diversi (subatlantico, boreale, mediterraneo-altomontano e alpico), ognuno caratterizzato da un proprio spettro corologico delle varie specie vegetali che vi prosperano.

## Storia
La riserva è stata istituita con decreto ministeriale del 5 giugno 1987 come riserva naturale statale orientata. Sul finire degli anni ottanta il Corpo forestale dello Stato realizzò la rete sentieristica che attraversa l'area protetta, accessibile anche ai portatori di handicap. Con la legge n. 394 del 1991 è stata inclusa nel territorio del parco nazionale della Maiella, collocata all'interno della zona A. Il 21 maggio 1992 è stata riconosciuta all'interno della direttiva habitat come «sito di importanza comunitaria».

## Flora

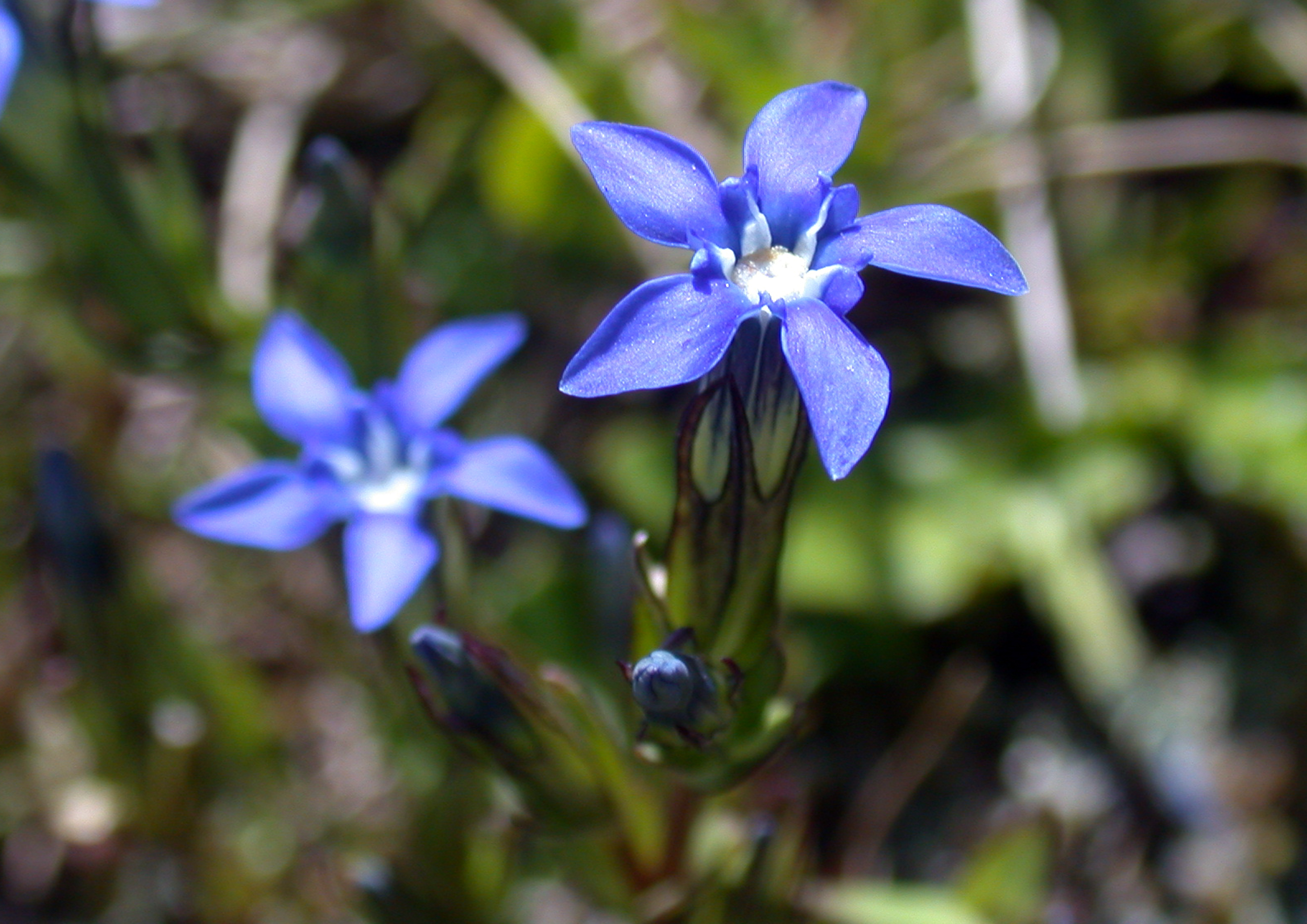
La genziana delle nevi, tipica specie floreale della riserva

La flora annovera diverse varietà di specie arboree, erbacee e floreali, così distribuite:
- ambiente subatlantico (1 000-1800 m s.l.m.): agrifoglio, asplenio scolopendrio, barba di capra, caprifoglio peloso, cavolaccio alpino, dafne laurella, dentaria a nove foglie, erba trinità, faggio, felce aculeata, giglio martagone, giglio rosso, lampone, lattuga montana, pino nero, peonia selvatica, rosa canina, sambuco, scarpetta di Venere e tasso[11];
- ambiente boreale (1 800-2200 m s.l.m.): pino mugo e piroletta pendula[12];
- ambiente mediterraneo-altomontano (2 200-2400 m s.l.m.): camedrio alpino, cinquefoglia penzola, genziana delle nevi, genzianella di primavera, ginepro sabino, papavero alpino, pigamo minore, primula orecchia d'orso e stella alpina dell'Appennino[13];
- ambiente alpico (2 400-2793 m s.l.m.): silene acaule[14].

Per quanto riguarda invece le specie di funghi presenti, vi è il boleto lurido, che cresce nel sottobosco.

## Fauna

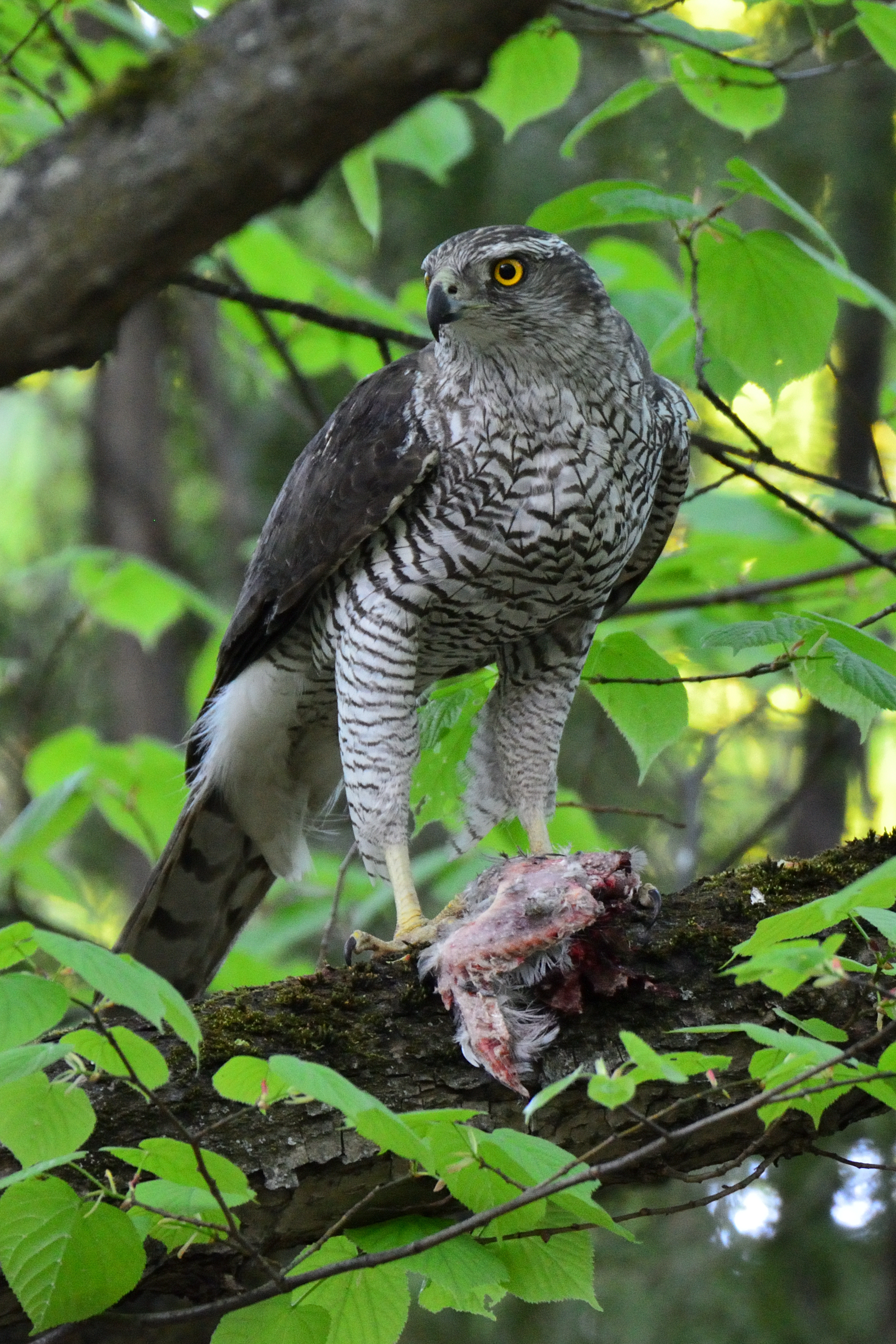
L'astore, specie faunistica simbolo della riserva

Diversificata è la fauna, che comprende, per i grandi e i piccoli mammiferi, specie di arvicola delle nevi, camoscio appenninico, capriolo, cervo, faina, gatto selvatico, lupo appenninico, martora, orso bruno marsicano e volpe; dei grandi mammiferi, il camoscio appenninico, il capriolo e il cervo sono frutto di reintroduzioni. Gli uccelli, rapaci e non, sono presenti con circa 120 specie, tra cui esemplari di aquila reale, astore (simbolo della riserva), coturnice, crociere, falco pecchiaiolo, falco pellegrino, fringuello alpino, gracchio alpino, gracchio corallino, lanario, merlo dal collare, passera scopaiola, picchio dorsobianco, piviere tortolino e sordone. Tra i rettili, vi è la rara vipera dell'Orsini, presente negli anfratti rocciosi d'alta quota, mentre tra gli anfibi, vi sono la salamandra pezzata e l'ululone dal ventre giallo, che vivono presso gli ambienti umidi. Tra gli invertebrati, si distinguono la Parnassius apollo, una rara specie endemica di farfalla, il Trechus montis-majellettae e la Perizoma barrassoi, entrambi scoperti e descritti in loco rispettivamente nel 1932 e nel 2006.